# Albury (Surrey)

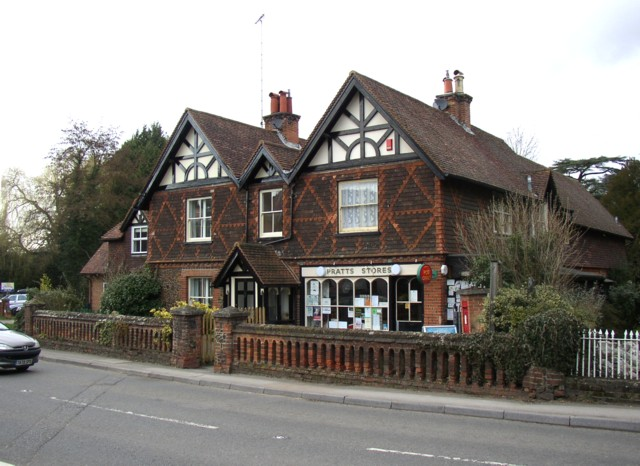
Albury (Surrey): l'antico ufficio postale

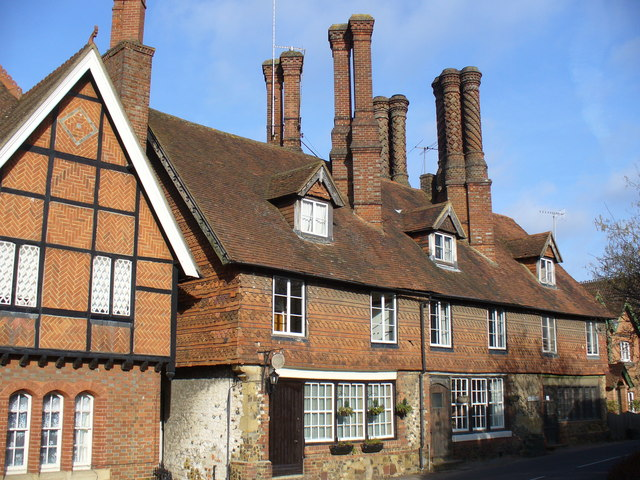
Albury: cottage in Albury Street

Albury è un villaggio con status di parrocchia civile della contea del Surrey (Inghilterra sud-orientale), facente parte del borough di Guildford. La parrocchia civile conta una popolazione di circa 900 abitanti.

## Etimologia
Il nome del villaggio deriva forse da Alderbury, un termine che farebbe riferimento alla presenza di piante di ontano (in inglese: alder).

## Geografia fisica

### Collocazione
Albury si trova a circa 10 km a sud-est di Guildford.

### Suddivisione amministrativa della parrocchia civile di Albury
La parrocchia civile di Albury comprende i seguenti villaggi:
- Albury (villaggio principale)
- Little London
- Brook
- Farley Green
- Newlands

## Storia
In origine il villaggio si chiamava Weston Street.
A partire dal 1780, il villaggio di Albury fu spostato di circa 1 miglio ad est rispetto al luogo d'origine.

## Monumenti e luoghi d'interesse

### Albury Park
Principale luogo d'interesse di Albury è l'Albury Park una tenuta di 150 ettari menzionata già nel Domesday Book.

#### Antica chiesa parrocchiale
All'interno dell'Albury Park si trova anche l'antica chiesa parrocchiale, nota colloquialmente come Old Church e risalente a prima del 1066.
|  |